# 4. SS-Polizei-Panzergrenadier-Division
De 4. SS-Polizei-Panzergrenadier-Division was een divisie van de Waffen-SS. De divisie bestond eerst als politie-eenheid, maar werd later deel van de SS. De 4. SS-Polizei-Panzergrenadier-Division werd als Polizei-Division in oktober 1939 opgericht en ontbonden op 8 mei 1945, met de onvoorwaardelijke overgave van nazi-Duitsland.
De divisie is gedurende de oorlog in bijna alle gebieden van het Europese strijdtoneel geweest: van Parijs tot Leningrad, van Saloniki tot Belgrado. Uiteindelijk gaf ze zich over aan de Amerikanen.

## Geschiedenis

### Oprichting en formatie
De 4e SS-Polizei-Panzergrenadier-Division werd oorspronkelijk opgericht als een politie-eenheid op 1 oktober 1939 aan de Truppenübungsplatz Wandern, de Polizei-Division. In augustus 1940 werd de naam veranderd in SS-Polizei-Division. Op 17 januari 1941 werd de divisie onder bevel van de Waffen-SS geplaatst, om uiteindelijk op 24 februari 1942 geheel omgevormd te worden tot een Waffen-SS eenheid. Vanaf 1942 hebben alle manschappen een Waffen-SS rang. Nog later, in april 1943, werd begonnen met een omvorming tot gemotoriseerde divisie. Daartoe werden twee regimenten opgericht, Panzer-Grenadierregimenten 1 en 2, te Krakau. Op 1 juni 1943 werden deze regimenten bij de divisie gevoegd. In december 1943 werd de divisie overgeplaatst naar Saloniki, en kwam zo onder bevel van de Duitse Legergroep E. In oktober 1943 werd de naam veranderd in 4e SS-Polizei-Panzergrenadier-Division. Vanaf dat moment verliezen alle onderdelen de toevoeging Polizei in de naam, alleen in de divisienaam blijft de toevoeging Polizei behouden.
De oorspronkelijke soldaten van de divisie werden niet gerekruteerd uit fanatieke vrijwilligers zoals de meeste andere SS-divisies. Het waren leden van de Ordnungspolizei die in oktober 1939 toetraden tot de divisie. De eenheid werd opgeleid aan de Truppenübungsplatz Wandern, waar ze de opleiding voltooide in februari 1940. De oorspronkelijke divisie werd niet beschouwd als een volwaardige elitedivisie van de SS, vooral vanwege de wijze waarop de divisie tot stand was gekomen. Het is daarom dat de SS-Polizei-Division tot 1942 geen SS-uniform droeg, maar een uniform van de Ordnungspolizei met een Duitse adelaar op de mouw.

### Wapenfeiten in de periode 1940-1941
Tijdens de Blitzkrieg in het westen werd de divisie eerst in reserve gehouden. Op 9 en 10 juni kwam ze voor het eerst in actie met de oversteek van de Aisne en het Albertkanaal. Nadat ze haar doelen had bereikt, rukte ze verder op naar het Bos van Argonne. In dit bos raakte de 4e SS-Polizei verwikkeld in hevige gevechten met de achterhoede van de Fransen. Dit duurde zo lang tot het stadje Les Islettes werd ingenomen. Eind juni werd de divisie weggehaald van de frontlinie en in reserve geplaatst.
Een jaar later, op 27 juni 1941, werd de divisie overgeplaatst naar het oostfront en diende ze als reserve voor de Legergroep Noord. In augustus raakte de 4e SS-Polizei in gevechten verwikkeld nabij Loega. Daar verloor de divisie bij bloedige frontale aanvallen op een Russisch bruggenhoofd bijna tweeduizend soldaten. Uiteindelijk slaagde de divisie er wel in, in moerasachtig en bebost gebied, om samen met andere Duitse divisies de Russen te omsingelen en vervolgens te vernietigen. Na de strijd bij Luga, werd de 4. SS-Polizei-Panzergrenadier-Division overgeplaatst naar het gebied rond Leningrad.

### Wapenfeiten in de periode 1942-1945
In januari 1942 kreeg de divisie eindelijk de volwaardige SS-status toegekend, waarbij de namen van de divisie-eenheden het voorvoegsel SS kregen. Van januari tot maart 1942 hielp de divisie bij de omsingeling en vernietiging van het 2e Sovjetleger langs de Volchov.
In januari en februari 1943 werd de divisie meermaals aangevallen ten zuiden van het Ladogameer, waarbij ze teruggedrongen werd tot aan Kolpino. Eind 1943 werd de divisie van het oostfront weggehaald en naar de Balkan gebracht. Daar vochten elementen van de 4e SS-Polizei mee bij acties tegen de partizanen in Griekenland en bij Belgrado.
In januari 1945 duwden de oprukkende Sovjets de divisie terug naar Tsjecho-Slowakije. Van daar werd ze overgebracht naar Pommeren, aan de Oostzee. Vervolgens raakte de divisie ingesloten bij Danzig. Na hevige gevechten werd de divisie over de zee naar Swinemünde overgebracht. Daar rustten de troepen even uit, en daarna bewoog de divisie zich op eigen initiatief naar de Amerikaanse posities, waar ze zich uiteindelijk overgaven.

## Bekende oorlogsmisdaden
Soldaten van SS-Panzergrenadier-Regiment 7 waren verantwoordelijk voor de moord op 215 burgers in Klissoura op 5 april 1944, als wraak voor een aanslag op twee Duitse soldaten. Deze slachtpartij werd aan minister van Buitenlandse Zaken Joachim von Ribbentrop gemeld door Hermann Neubacher, Sonderbevollmächtigter des Auswärtigen Amtes für den Südosten (Bijzonder Vertegenwoordiger voor Buitenlandse Zaken voor het Zuidoosten), op 15 mei 1944.
Op 10 juni 1944 vermoordden soldaten van datzelfde regiment 218 burgers in het Griekse dorpje Distomo voor de aanval op Duitse troepen op partizanen nabij het dorp.

## Commandanten
| Commandant                                    | Begindatum       | Einddatum        | Opmerking  |
| --------------------------------------------- | ---------------- | ---------------- | ---------- |
| Generalleutnant der Polizei Konrad Hitschler  | 1 september 1940 | 8 september 1940 |            |
| SS-Obergruppenführer Karl Pfeffer-Wildenbruch | 8 september 1940 | 10 november 1940 |            |
| SS-Gruppenführer Arthur Mülverstedt           | 10 november 1940 | 8 augustus 1941  |            |
| SS-Obergruppenführer Walter Krüger            | 8 augustus 1941  | 15 december 1941 | (m.d.F.b.) |
| General der Polizei Alfred Wünnenberg         | 15 december 1941 | 17 april 1943    |            |
| SS-Brigadeführer Fritz Freitag                | 17 april 1943    | 1 juni 1943      |            |
| SS-Brigadeführer Fritz Schmedes               | 1 juni 1943      | 18 augustus 1943 |            |
| SS-Brigadeführer Fritz Freitag                | 18 augustus 1943 | 20 oktober 1943  |            |
| SS-Oberführer Friedrich-Wilhelm Bock          | 20 oktober 1943  | 19 april 1944    |            |
| SS-Brigadeführer Jürgen Wagner                | 19 april 1944    | ?? mei 1944      |            |
| SS-Oberführer Friedrich-Wilhelm Bock          | ?? mei 1944      | 5 juli 1944      |            |
| SS-Brigadeführer Herbert-Ernst Vahl           | 5 juli 1944      | 22 juli 1944     |            |
| Standartenführer Karl Schümers                | 22 juli 1944     | 16 augustus 1944 |            |
| SS-Oberführer Helmuth Dörnder                 | 16 augustus 1944 | 22 augustus 1944 |            |
| SS-Brigadeführer Fritz Schmedes               | 22 augustus 1944 | 27 november 1944 |            |
| SS-Standartenführer Walter Harzer             | 27 november 1944 | 1 maart 1945     |            |
| SS-Standartenführer Fritz Göhler              | 1 maart 1945     | ?? maart 1945    |            |
| SS-Standartenführer Walter Harzer             | ?? maart 1945    | 8 mei 1945       |            |

## Samenstelling
- Stab der Division
- SS-Panzer-Grenadier-Regiment 7
- SS-Panzer-Grenadier-Regiment 8
- SS-Panzer-Abteilung 4
- SS-Panzer-jager-Abteilung 4
- SS-Sturmgeschutz-Abteilung 4
- SS-Artillerie-Regiment 4
- SS-Flak-Abteilung 4
- SS-Nachrichten-Abteilung 4
- SS-Panzer-Aufklarungs-Abteilung 4
- SS-Pionier-Batallion 4
- SS-Dina 4
- SS-Panzer-Instandsetzungs-Abteilung 4
- SS-Wirtscharfts-Batallion 4
- SS-Sanitas-Abteilung 4
- SS-Polizei-Veterinar-Kompanie 4
- SS-Kriegsberichter-Zug 4
- SS-Feldgendarmerie-Trupp 4
- SS-Feldersatz-Battillon 4

## Afkorting
- mit der Führung beauftragt (m. d. F. b.) - vrije vertaling: met het leiderschap belast